# Brachistosternus kamanchaca
Espèce
Brachistosternus kamanchaca est une espèce de scorpions de la famille des Bothriuridae.

## Distribution
Cette espèce est endémique de la région d'Atacama au Chili. Elle se rencontre entre le niveau de la mer et 700 m d'altitude.

## Description
Le mâle holotype mesure 43,00 mm et la femelle paratype 37,28 mm.

## Étymologie
Son nom d'espèce lui a été donné en référence à la Kamanchaca.

## Publication originale
- Ojanguren Affilastro, Mattoni & Prendini, 2007 : The genus Brachistosternus (Scorpiones: Bothriuridae) in Chile, with Descriptions of Two New Species. American Museum Novitates, no 3564, p. 1–44 (texte intégral).